# Hippolyte Müller
Pour les articles homonymes, voir Müller.
Hippolyte Müller est né à Gap le 22 novembre 1865 et mort le 23 septembre 1933 à Grenoble. Cet ethnographe français a été le premier conservateur du Musée dauphinois de Grenoble, en 1906.
Bijoutier de formation, sa passion pour la Préhistoire le pousse à devenir un archéologue autodidacte de renom et un préhistorien reconnu par ses pairs, qui donne des cours sur la préhistoire à la Faculté des lettres de Grenoble.

## Biographie

### Enfance
Son père, Jean-Étienne-Gustave Müller, d'origine alsacienne, est professeur de musique et sous-chef de musique militaire à la retraite. Sa mère, Françoise Riban, est domestique et originaire de Grenoble ; elle meurt alors qu'Hippolyte Müller est encore très jeune.

### Formation et premiers travaux

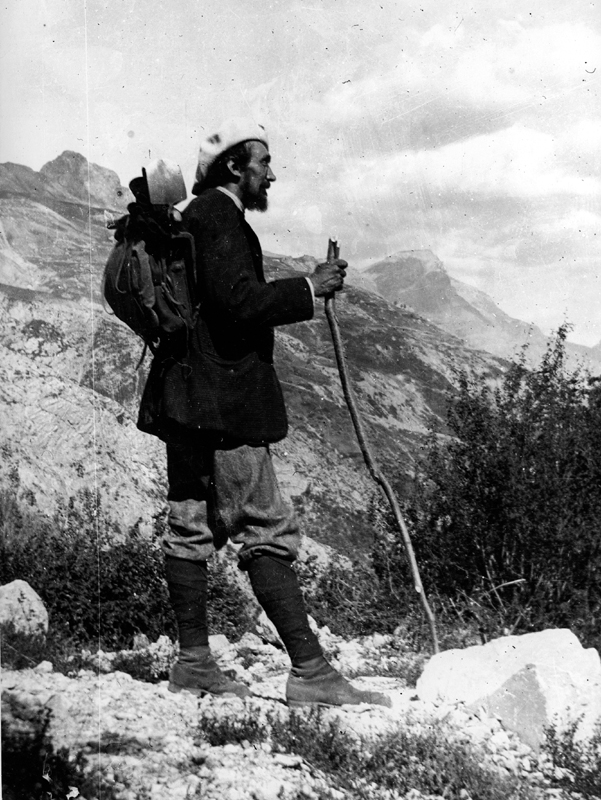
Hippolyte Müller en excursion.

La famille Müller s'installe à Grenoble au cours de l'année 1869. La santé plutôt fragile d'Hippolyte Müller, entre autres choses, ne lui permet pas de poursuivre des études, bien qu'il ait des facilités à apprendre dans les domaines qui l'intéressent. Il devient en 1879 apprenti bijoutier à Grenoble. Deux ans plus tard, il est ouvrier bijoutier. Ses loisirs sont principalement consacrés à la lecture d'ouvrages sur les sujets qui le passionnent — notamment la Préhistoire, la numismatique et la géologie — et à collecter des monnaies, des minéraux, des timbres. Il prend également des cours du soir. Il fait de nombreuses sorties en montagne, à l'occasion desquelles il exécute des fouilles. À dix-sept ans, il découvre et répertorie méthodiquement le site néolithique des Balmes de Fontaine, dans le massif du Vercors. Il devient en mars 1884 ouvrier bijoutier à Chambéry. Le musée Savoisien lui permet d'observer les restes préhistoriques des palafittes du lac du Bourget.
En mars 1885, pour assouvir sa passion de la Préhistoire, il obtient un poste temporaire au Muséum d'histoire naturelle de Grenoble. À la même époque, le congrès de l'Association française pour l'avancement des sciences (AFAS) qui se tient à Grenoble, le met en contact avec les savants les plus réputés, dont Ernest Chantre, le père de l'anthropologie physique, avec lequel il restera ensuite en contact et fera des fouilles. Il assiste en particulier aux séances du congrès concernant la Préhistoire, données par d'éminents spécialistes de ce sujet — dont Gabriel de Mortillet, de Nadaillac, Émile Cartailhac et Philippe Salmon. C'est à cette époque qu'il se dit que la seule activité pouvant lui convenir est de travailler dans un musée. Les années suivantes, il passe plusieurs mois à Avignon, Marseille puis Alger. En 1888, il décide de regagner Grenoble.
À partir de 1891, Müller se met au service des ateliers d'un opticien grenoblois. Là il découvre la photographie, qui devient une autre de ses passions. Ce nouvel outil permettra à Hippolyte Müller de réaliser des milliers de clichés notamment sur ses activités de fouilles et ses découvertes. Un grand nombre de ses prises de vues sont conservées au Musée dauphinois.

### Un homme de musée, préhistorien et ethnographe précurseur
En février 1894, à l'instigation d'Arthur Bordier (1841-1910) — un médecin, anthropologue et directeur de l’École de médecine qui l'a remarqué —, il devient membre de la Société Dauphinoise d'Ethnologie et d'Anthropologie et, à travers son bulletin, il publie des articles concernant ses investigations sur la Préhistoire et l'archéologie. Il occupe ensuite un poste de bibliothécaire puis de conservateur du matériel de la bibliothèque de l'École de Médecine. Hippolyte Müller devient alors un préhistorien, archéologue, conférencier et animateur, dont l'érudition le talent et la générosité sont appréciés et l'un des grands spécialistes de son temps en archéologie préhistorique. Ses recherches sont interdisciplinaires. Dès 1904, il parle de l'importance de faire de l'ethnographie — soulignant cette dénomination plutôt que celle de folklore —, et notamment, dans cette région, de l'ethnographie alpine. Il cherche également à ce que ces recherches fassent preuve d'une exactitude, loin de théories vagues ou fantaisistes et souligne l'intérêt de se référer à « la pensée qui a créé l'objet », ainsi qu'à la chronologie.

### La création du Musée dauphinois (musée d'ethnographie)

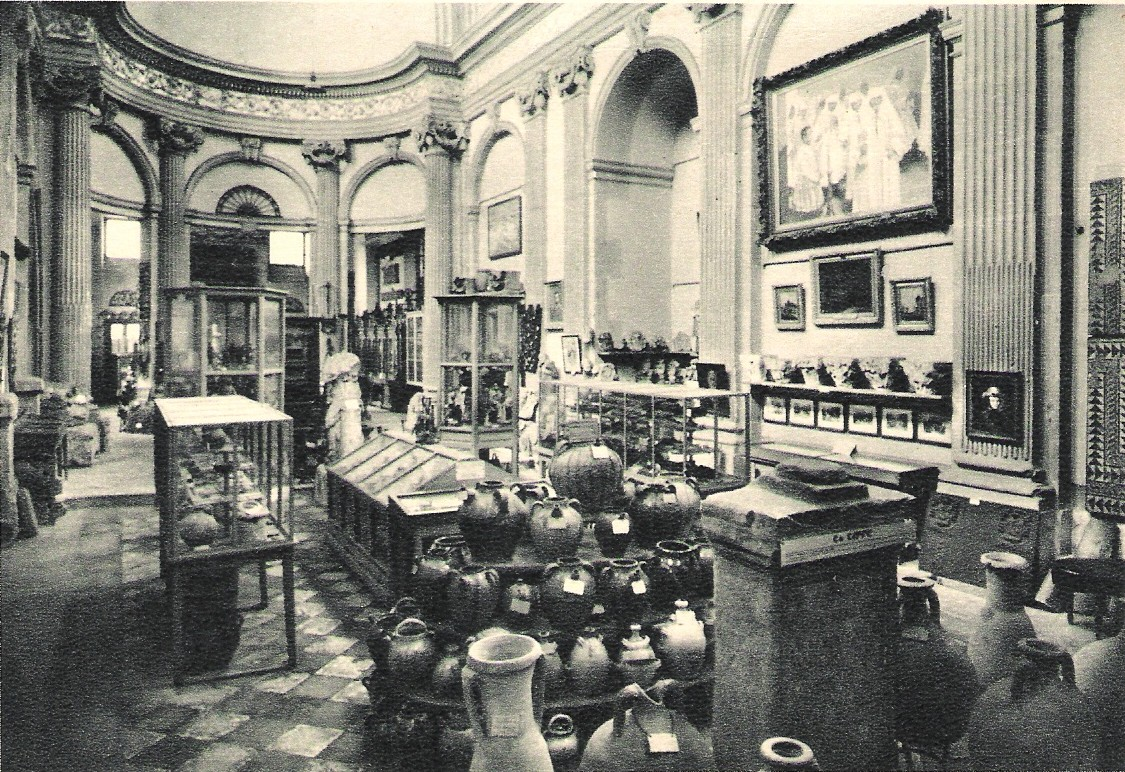
Salle de l'ancien musée dauphinois dans la chapelle Sainte-Marie d'en bas, rue Très-Cloître à Grenoble. Archéologie, histoire, folklore, arts et traditions populaires du Dauphiné. Carte postale.

En août 1904, lors d'un nouveau congrès de l'AFAS organisé à Grenoble, Hippolyte Müller présente une exposition à l’École de médecine, rassemblant les découvertes archéologiques d'une cinquantaine de collectionneurs auxquelles il ajoute ce qu'il nomme un « commencement de musée ethnographique alpin (...) renfermant des objets en fer, en bois, en cuivre, ramassés dans nos montagnes et dont les séries, quoique bien incomplètes, permettront l'organisation future d'un musée local, lequel sera un grand enseignement sur l'art, les mœurs et les coutumes de nos ancêtres montagnards». Dès la même année, il commence à installer dans la chapelle du couvent Sainte-Marie d'en-bas, avec l'accord de la municipalité de Grenoble, la somme de ses collectes, objets et éléments de la culture montagnarde que l'industrialisation fait disparaître progressivement, et de dons en vue de réaliser un musée d'ethnographie. Il étudie soigneusement ces objets, leur datation et les typologies. Parallèlement, il communique autour de ses travaux, lors de réunions, colloques, conférences, et publie des articles.
Le 14 décembre 1906, une commission consultative, composée de douze membres, chargée d'étudier la création d'un musée d'ethnographie à Grenoble le nomme comme premier conservateur du musée dauphinois. En décembre 1918, il est admis à l'Académie Delphinale. Il collabore à plusieurs reprises avec l'archéologue ardéchois Jos Jullien de Joyeuse.

### Le musée de l'économie domestique alpine du Lautaret

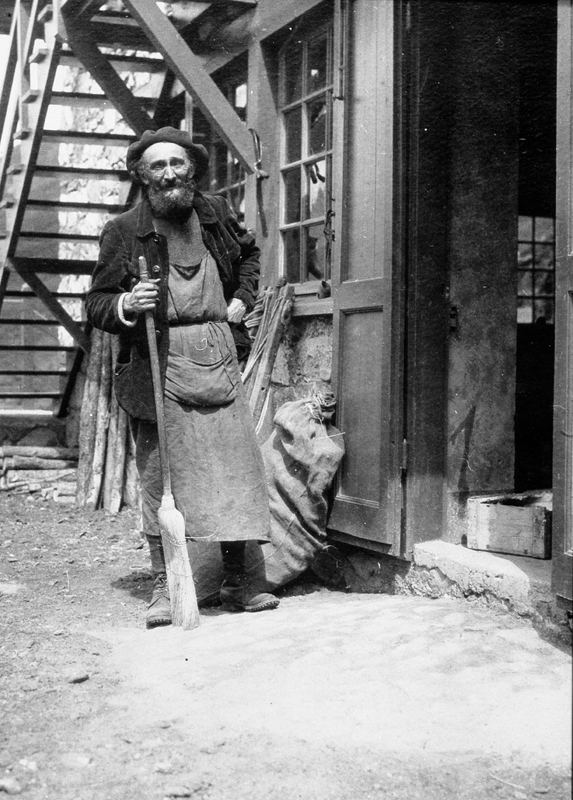
Hippolyte Müller devant le Musée du col du Lautaret.

En 1919, il crée le « Musée de l’économie domestique alpine du Lautaret » dans l'un des bâtiments liés au jardin botanique alpin du Lautaret, situé à 2 100 m au col du même nom, dans les Hautes-Alpes ; ce col est à l'époque un lieu réputé du tourisme alpin, situé sur la Route des Grandes Alpes et le musée bénéficie d'un financement du Touring Club de France. Ce musée, présentant des reconstitutions d'intérieurs alpins, avec de nombreux objets, connaît un grand succès touristique mais il disparaitra avec la mort de son créateur.

### L'exposition internationale de la houille blanche et du tourisme de 1925

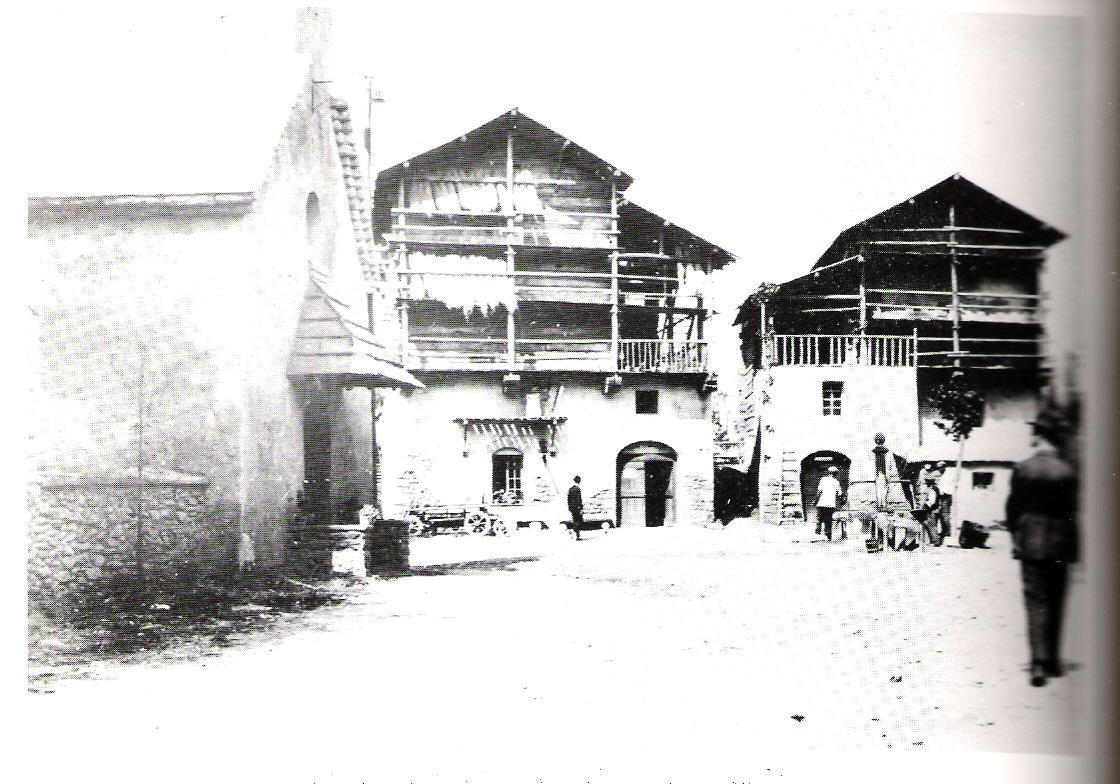
Le village alpin, avec son église et ses maisons, reconstitué pour l'exposition internationale de la houille blanche à Grenoble en 1925.

L'Exposition internationale de la houille blanche et du tourisme se déroule en 1925 à Grenoble. Hippolyte Müller y expose au sein d'un « village alpin » la reconstitution d'une église et de deux maisons du village de Saint-Véran, dans le Queyras, comprenant tout le mobilier habituellement présent dans ces habitats.

### Enseignant
Grâce à Salomon Chabert, doyen de la Faculté des Lettres de Grenoble, et à ses compétences acquises dans le domaine de l'archéologie alpine, Müller dispense des cours sur la Préhistoire jusqu'en 1932. Ce statut d'enseignant constitue une consécration pour tout le travail accompli sur les premiers occupants des Alpes.

### Mort et postérité

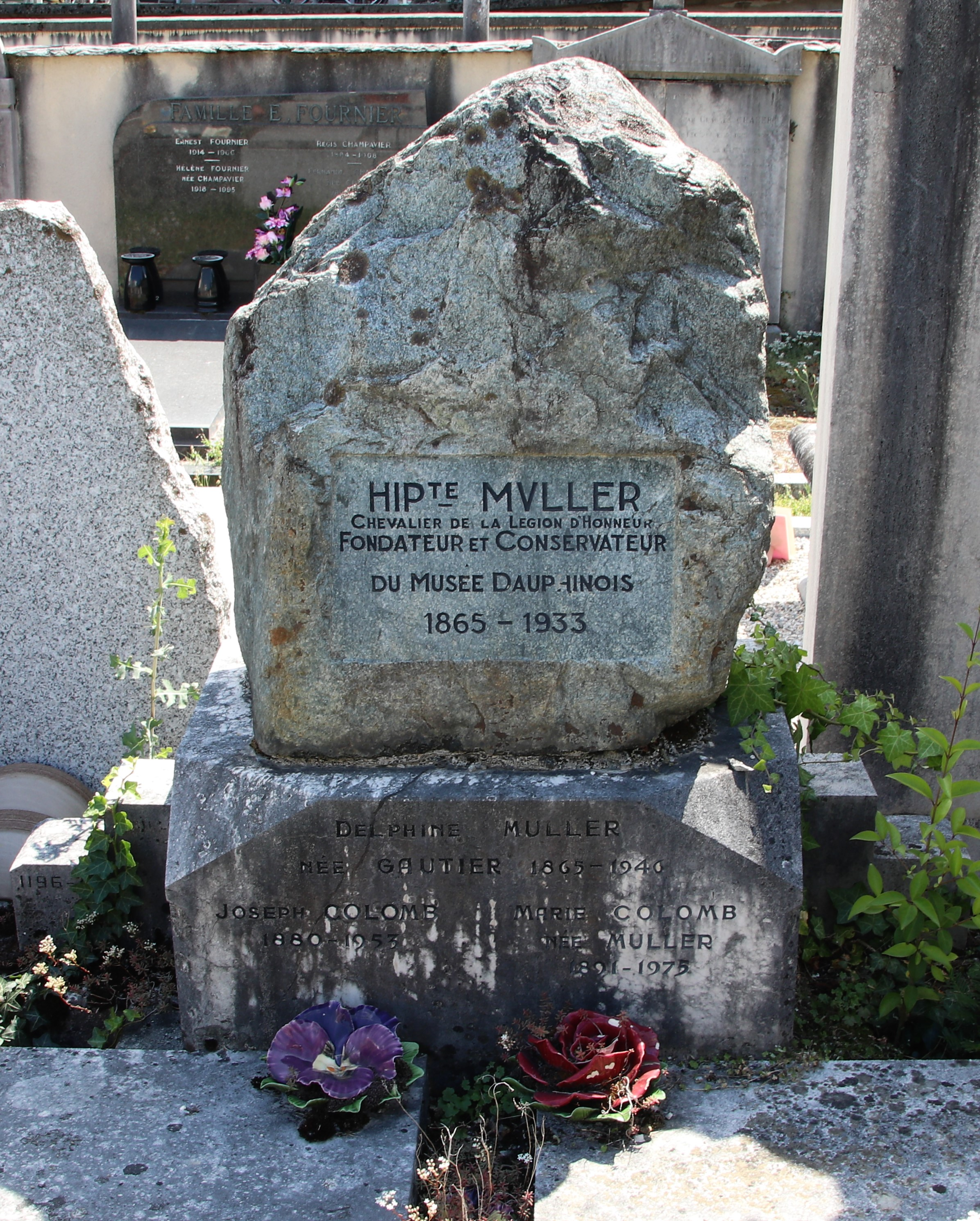
Vue de sa sépulture.

Il meurt le 23 septembre 1933 et est enterré, près de Grenoble, au cimetière ancien de La Tronche. À sa mort, le Musée dauphinois compte 20 000 objets au sein de ses collections.
Il laisse parmi ses archives un roman inachevé dans lequel un naufragé, du type Robinson Crusoé, met en pratique, pour survivre, ses méthodes d'expérimentations préhistoriques. Hippolyte Müller a en effet participé au développement de l'archéologie expérimentale. Il a, comme plusieurs archéologues de l'époque, redécouvert les gestes utilisés par les peuplades préhistoriques. C'est avec une rigueur scientifique qu'il a décrit et utilisé les techniques employées pour la taille du silex, la réalisation de haches en pierre, le travail du bois et de l'os, la trépanation et la mutilation dentaire.
Ses recherches, bien que très liées au Dauphiné, n'ont pas connu de frontières et ne se sont donc pas limitées à celui-ci.